# Těchonín
Těchonín (en allemand : Linsdorf) est une commune du district d'Ústí nad Orlicí dans la région de Pardubice en République tchèque. Sa population s'élevait à 596 habitants en 2024.

## Géographie
Těchonín se trouve à 12 km à l'est-sud-est de Žamberk, à 19 km au nord-est d'Ústí nad Orlicí, à 60 km à l'est-nord-est de Pardubice et à 156 km à l'est de Prague.
La commune est limitée par Mladkov et Lichkov au nord, par Králíky à l'est, par Orličky et Jamné nad Orlicí au sud, et par Sobkovice et Studené à l'ouest.

## Histoire
La première mention écrite de la localité date de 1543.
Un Centre de biodéfense y est implanté, pouvant soigner les victimes d'attaque bactériologique, avec l'aide de l'OTAN. Le lieu avait abrité depuis 1968 un laboratoire du Pacte de Varsovie sur les agents infectieux.

## Administration
La commune se compose de trois sections :
- Celné
- Stanovník
- Těchonín

## Patrimoine
Le fort d'artillerie de Bouda et le fort de Hůrka forment à eux deux la plus grande partie du système de fortification d'avant-guerre construit en Tchécoslovaquie dans les années 1935-1938

## Galerie

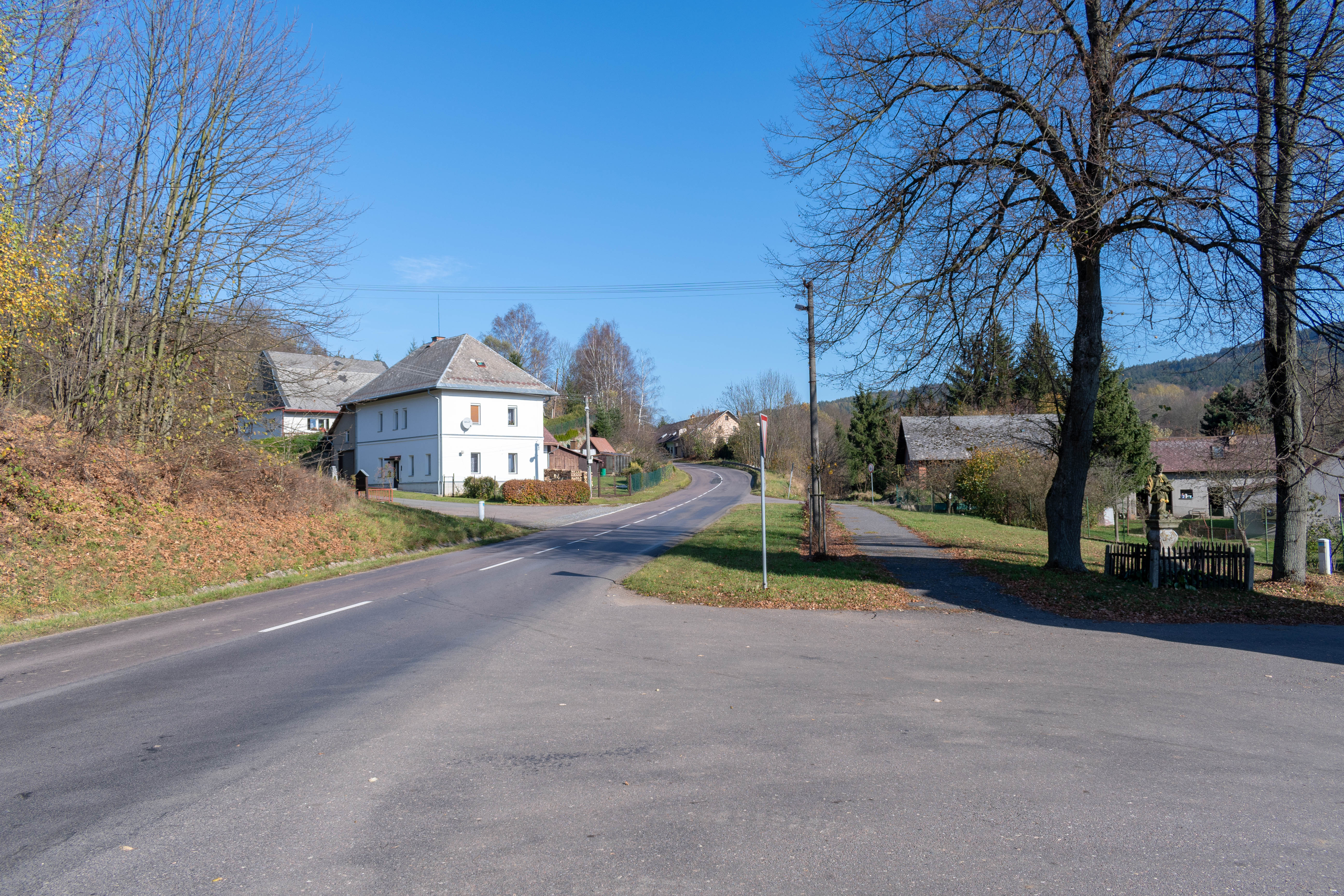
Hameau de Celné.
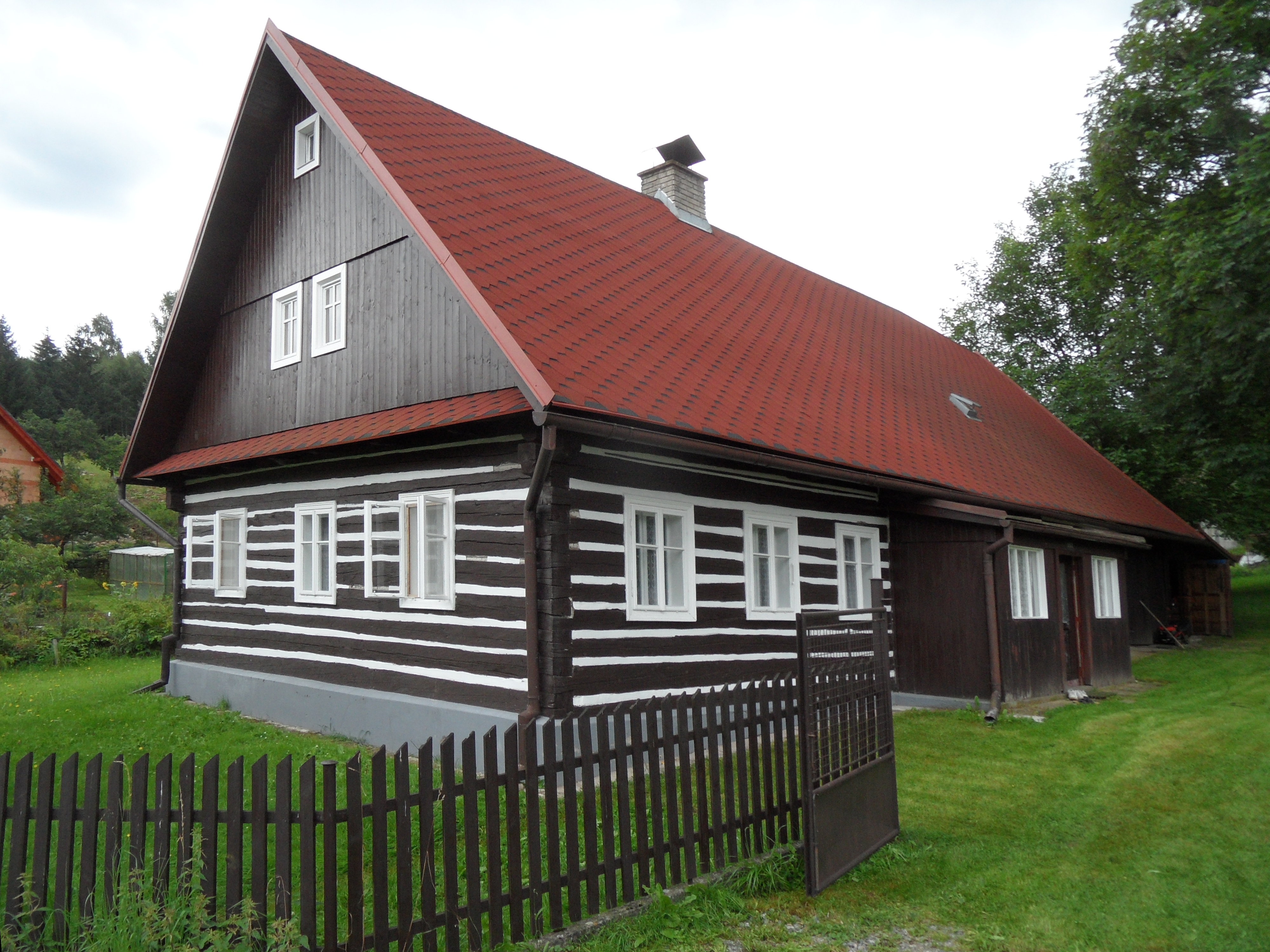
Maison en bois à Těchonín.

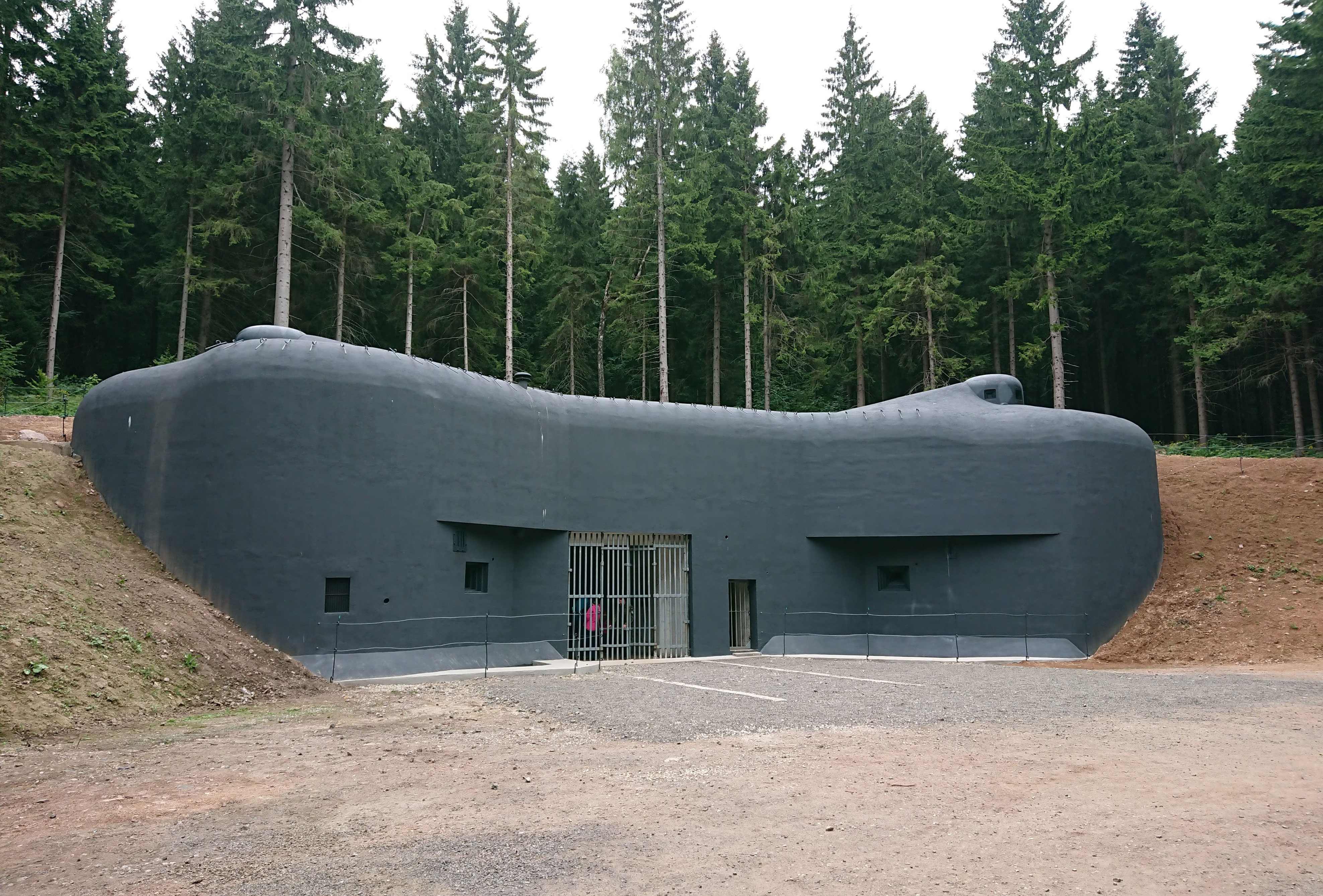
Fortification de Bouda (1938) : entrée du musée.
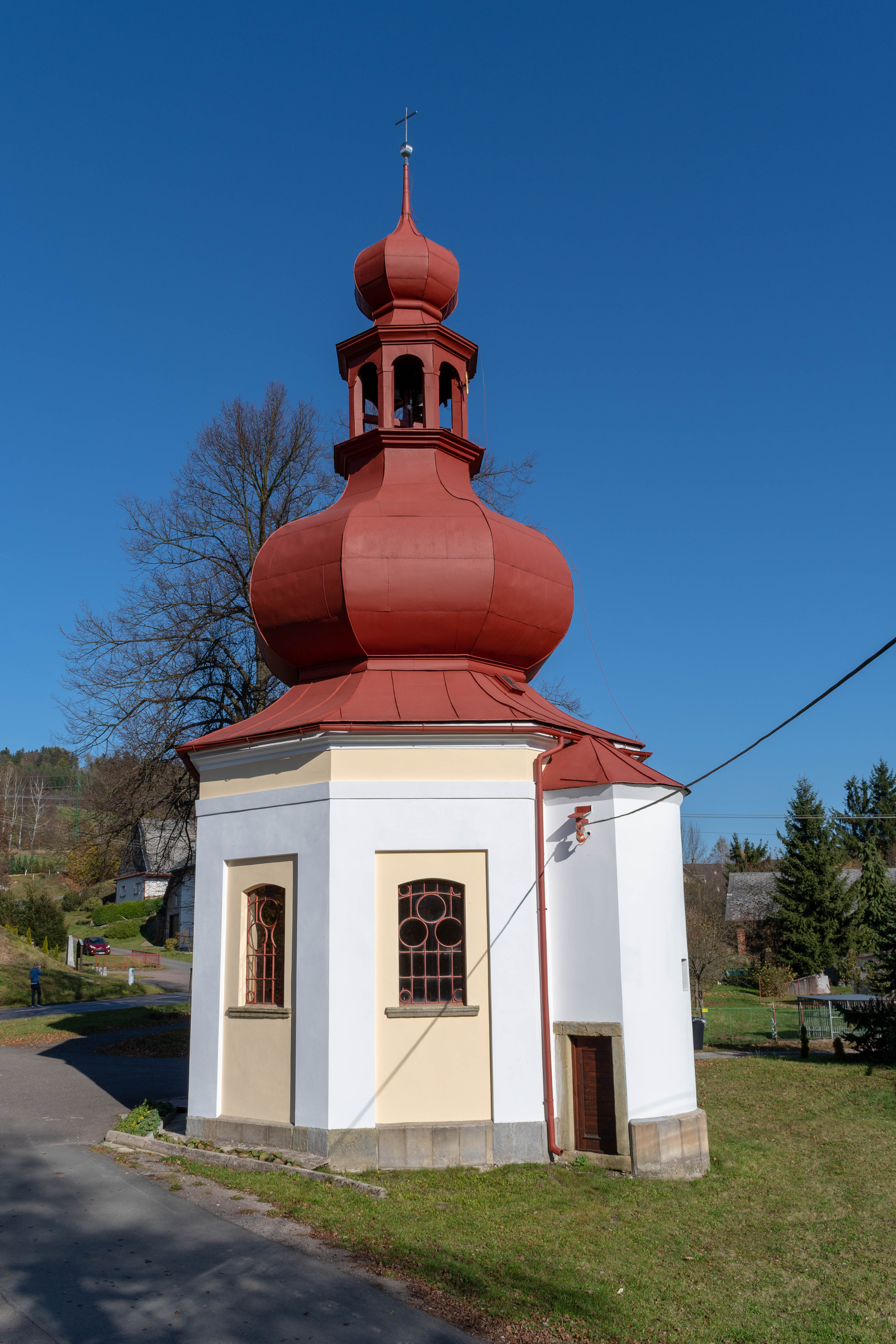
Chapelle de Celné.
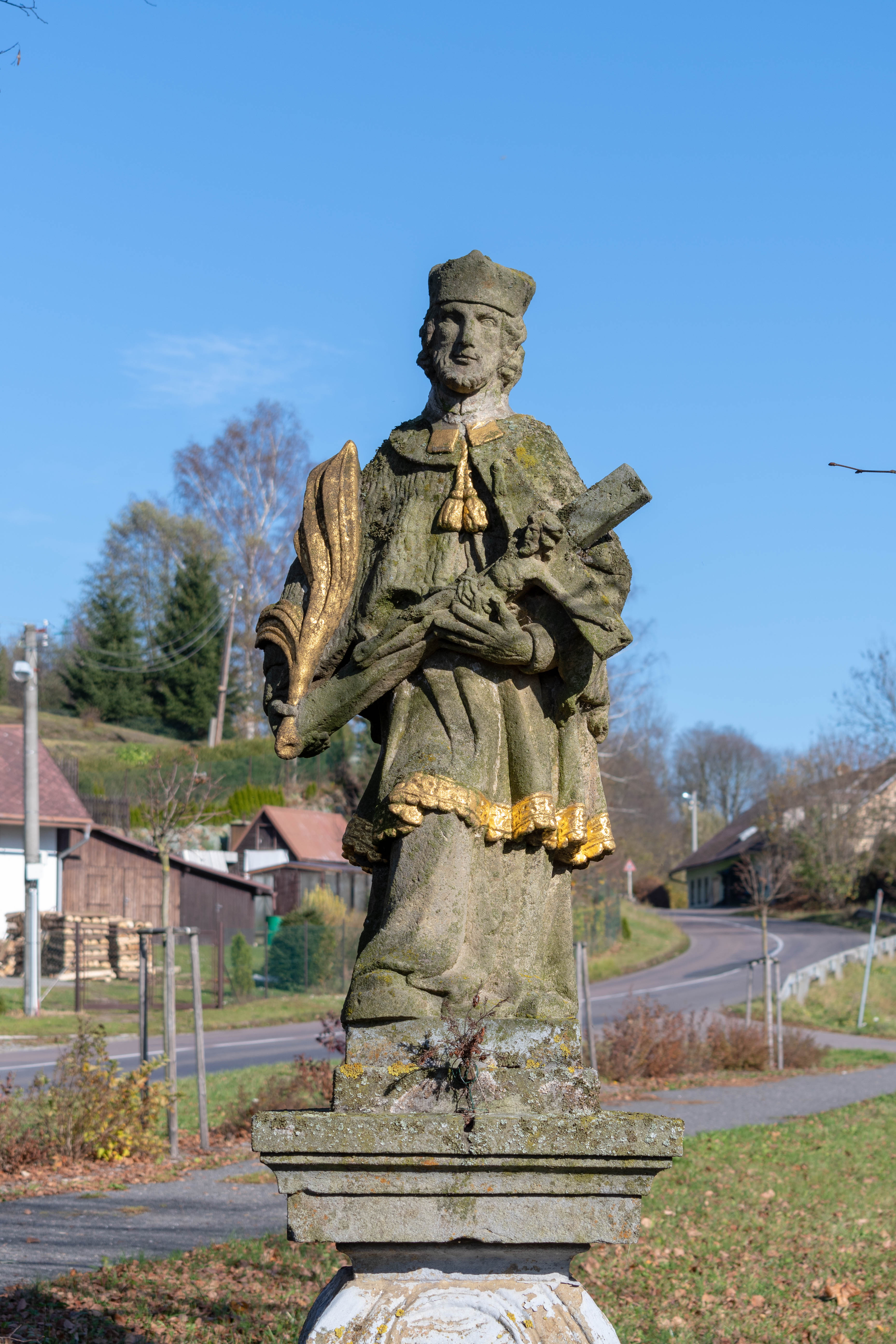
Statue de saint Jean Népomucène à Celné.

## Transports
Par la route, Těchonín trouve à 5 km de Jablonné nad Orlicí, à 26 km d'Ústí nad Orlicí, à 81 km de Pardubice et à 187 km de Prague. 